# Juan Carlos Mora
Juan Carlos Mora Velasco (San Cristóbal, Estado Táchira, Venezuela; 1 de mayo de 1994) es un futbolista venezolano que juega como centrocampista en Yaracuyanos Fútbol Club de la Segunda División de Venezuela.

## Clubes
| Club                    | País      | Año         |
| ----------------------- | --------- | ----------- |
| Deportivo Táchira       | Venezuela | 2013 - 2014 |
| Llaneros de Guanare     | Venezuela | 2014        |
| Deportivo Táchira       | Venezuela | 2015 - 2016 |
| Monagas                 | Venezuela | 2016        |
| Deportivo Táchira       | Venezuela | 2017        |
| Deportivo La Guaira     | Venezuela | 2018        |
| Academia Puerto Cabello | Venezuela | 2018 - 2019 |
| Llaneros de Guanare     | Venezuela | 2020        |
| Yaracuyanos             | Venezuela | 2020 - 2021 |
| Recreativo de Huelva    | España    | 2021        |
| Yaracuyanos             | Venezuela | 2022 - Act. |

## Palmarés

### Campeonatos nacionales
| Título                        | Club              | País      | Año     |
| ----------------------------- | ----------------- | --------- | ------- |
| Primera División de Venezuela | Deportivo Táchira | Venezuela | 2014-15 |